# 니우통 소아리스 호드리게스
니우통 소아레스 호드리게스(포르투갈어: Nilton Soares Rodrigues, 1993년 9월 11일 ~ )는 니우치뉴로 불리는 브라질의 축구 선수로 포지션은 스트라이커이다. K리그 등록명은 닐톤이였다.